# Гвайфенезин
Гвайфенезин (англ.  Guaifenesin), глицерил гваяколат (англ. glyceryl guaiacolate, GGE, GG) — эфир гваякола и глицерина (3-(2-метоксифенокси)-1,2-пропандиол), безрецептурный фармацевтический препарат, позиционируемый производителями как отхаркивающее средство и средство против кашля, но не имеющий клинической эффективности.
Гвайфенезин имеет седативный и миорелаксационный эффект, подобный миорелаксанту мефенезину похожего химического строения, и в качестве седативного средства применяется в ветеринарии.

## История
Гвайфенезин используется с 1949 года в ветеринарии в качестве седативного средства.
В качестве отхаркивающего средства для людей он применяется с 1965 года.

## Маркетинг
Гвайфенезин продаётся без рецепта как отхаркивающее средство. Его дженерики выпускают многие производители. Объём продаж гвайфенезина только в США и только под торговой маркой Mucinex равен $135 млн в год.

## Физические свойства
Гвайфенезин — белый порошок, плохо растворимый в воде. При 22 °C он частично выпадает в осадок из 5% аптечного раствора.

## Фармакологические свойства
Молекула гвайфенезина подобна молекуле мышечного релаксанта мефенезина.
Гвайфенезин действует как общесистемный мышечный релаксант, однако его точный механизм действия неизвестен. Предполагаемый механизм действия — селективное подавление или блокировка нервных импульсов в нейронных связях позвоночного столба, ствола мозга и подкорковой области.

## Эффективность и безопасность
Гвайфенезин (глицерил гваяколат) не увеличивает ни количество, ни структуру мокроты у пациентов, он не усиливает муковисцидарную функцию, не ускоряет очистку дыхательных путей и не ускоряет выздоровление у инфекционных больных с ОРЗ, поэтому он не может использоваться ни как отхаркивающее средство, ни как муколитик.

## Применение
Гвайфенезин входит в состав комбинированных противопростудных препаратов.
Гвайфенезин применяется как миорелаксант, седативное средство и средство против кашля при острых респираторных заболеваниях. Но он не должен применяться при хроническом кашле.
Гвайфенезин входит в состав лекарственных средств, присутствующих в России: Аскорил экспекторант (бромгексин+гвайфенезин+сальбутамол), Кашнол® Экспекторант (бромгексин+гвайфенезин+сальбутамол), Джосет® (бромгексин+гвайфенезин+сальбутамол+левоментол), АскоТус Актив (бутамират+гвайфенезин) и других.